# Promachus mediospinosus
Promachus mediospinosus är en tvåvingeart som beskrevs av Speiser 1913. Promachus mediospinosus ingår i släktet Promachus och familjen rovflugor. Inga underarter finns listade i Catalogue of Life.